# Johnny Servoz-Gavin
Georges-Francis "Johnny" Servoz-Gavin (Grenoble, 1942. január 18. – Grenoble, 2006. május 29.) francia autóversenyző, Formula–1-es pilóta.

## Pályafutása
1942. január 18-án született az Alpok lábánál fekvő Grenoble városában. Gyerekként megtanult síelni, így már nagyon fiatalon síoktatóként kezdett dolgozni.
A francia Matra autógyár sportkocsijainak fejlesztésén kezdett dolgozni, miközben raliversenyeken is elindult, majd beiratkozott a franciaországi Magny-Cours pályán lévő versenyvezető-képző iskolába. 1965-ben a barátnőjével közösen vásárolt egy Brabham versenyautót, amellyel a Francia Formula 3-as sorozatban negyedikként végzett. 1966-ban immár a Matrával bajnoki címet szerzett ugyanebben a sorozatban, egy évvel később pedig az újonnan életre hívott Formula–2-es Európa-Bajnokságban vitézkedett tovább. Teljesítményével meggyőzte a Matra vezetését, hogy egy világbajnoki futamon is lehetőséget biztosítsanak a számára. Ezt a Lorenzo Bandini halálos balesete miatt gyászos emlékű 1967-es Monacói Nagydíjon kapta meg, ahol az időmérőn a tizenegyedik helyet sikerült megszereznie, ám a versenyen műszaki hiba miatt csak az első körig jutott.
A következő alkalomra egy évet kellett várnia, az egy Formula 2-es autó tesztelése közben megsérült skót Jackie Stewart helyére ugrott be Monacóban, és sikerült a második rajthelyre kvalifikálnia magát. Sőt, a harmadik körig vezette is a mezőnyt, ám ekkor elnézett egy féktávot, és a pályát övező szalmabálák egyikének ütközött. Szerencsére sérülés nélkül megúszta a balesetet. Az év során még négy alkalommal indult Formula–1-es viadalon, egyszer Cooper, háromszor Matra autóval. Utóbbival a Monzában rendezett Olasz Nagydíjon másodikként ért célba az új-zélandi Denny Hulme mögött.
1969-ben mindössze három világbajnoki futamon vett részt, mivel elsősorban a Formula 2-es Európa-Bajnokságra koncentrált. Ezt a sorozatot meg is nyerte, miközben a Matra sportautóinak tesztelésével is foglalkozott. Egy évre rá szerződést kapott a Tyrrellcsapatától, ám az idény előtt egy terepjárót vezetve megsérült a szemén, és ez visszavetette a teljesítményét. Olyannyira, hogy ugyan Spanyolországban ötödikként tudott végezni, ám Monacóban kvalifikálnia sem sikerült magát, és visszavonult a versenyzéstől.
1982-ben súlyos égési sérüléseket szenvedett, miután a lakóbárkáján egy gáztartály felrobbant. 64 éves volt, amikor szülővárosában 2006. május 29-én tüdőembólia következtében elhunyt.

## Teljes Formula–1-es eredménysorozata
(Táblázat értelmezése)

(Félkövér: pole-pozícióból indult; dőlt: leggyorsabb kört futott) 

| Év   | Csapat  | 1      | 2      | 3      | 4   | 5   | 6      | 7      | 8   | 9     | 10     | 11    | 12     | 13  | Helyezés | Pont |
| ---- | ------- | ------ | ------ | ------ | --- | --- | ------ | ------ | --- | ----- | ------ | ----- | ------ | --- | -------- | ---- |
| 1967 | Matra   | RSA    | MON Ki | NED    | BEL | FRA | GBR    | GER    | CAN | ITA   | USA    | MEX   |        |     | -        | 0    |
| 1968 | Matra   | RSA    | ESP    | MON Ki | BEL | NED |        |        |     | ITA 2 | CAN Ki | USA   | MEX Ki |     | 13.      | 6    |
| 1968 | Cooper  |        |        |        |     |     | FRA Ki | GBR    | GER |       |        |       |        |     | 13.      | 6    |
| 1969 | Matra   | RSA    | ESP    | MON    | NED | FRA | GBR    | GER Ki | ITA | CAN 6 | USA Hn | MEX 8 |        |     | 17.      | 1    |
| 1970 | Tyrrell | RSA Ki | ESP 5  | MON NK | BEL | NED | FRA    | GBR    | GER | AUT   | ITA    | CAN   | USA    | MEX | 20.      | 2    |